# Atta Yaqub
Atta Yaqub (né 1979 à Glasgow), est un acteur et mannequin écossais d'origine pakistanaise.
Il est principalement connu pour son interprétation dans le film Just a Kiss,. Yaqub a aussi interprété des rôles dans des films tels que le long-métrage britannique Nina's Heavenly Delights (2006), Running in Traffic (2009).

## Filmographie
- 2004 : Just a Kiss de Ken Loach
- 2004 : Doctors (1 épisode)
- 2005 : The Camping Trip de Derville Quigley
- 2005 : Meet the Magoons (1 épisode)
- 2005 : Perfect Day de David Richards
- 2005 : Pakistani Actually (documentaire)
- 2006 : New Street Law (1 épisode)
- 2006 : Explosions de Hammad Khan
- 2006 : Nina's Heavenly Delights de Pratibha Parmar
- 2009 : Running in Traffic de Dale Corlett
- 2011 : Fernes Land de Kanwal Sethi
- 2011 : Rafina de Sabiha Sumar
- 2011 : Lip Service (série télévisée)
- 2017 : T2 Trainspotting de Danny Boyle